# Província de Sofia
La província de Sofia és una província del nord-oest de Bulgària. La principal ciutat és Sofia. Limita a l'est amb la ciutat de Sofia (que forma un oblast, separat) però no la inclou. La província té un territori de 7 059 km² i 273 240 habitants. La terra és predominantment muntanyenca. Al nord hi ha els marges meridionals de les Muntanyes Balcàniques i al sud s'aixeca Rila amb l'alçària de Musala. Hi ha nombroses muntanyes més petites i valls espaioses. Una de les més importants estacions d'esquí a Bulgària, Borovets, es troba vora Samokov.
La indústria està molt desenvolupada. La mineria i la metal·lúrgica són l'esquelet de la seva economia, amb la refineria de coure més important d'Europa Meridional a Pirdop i importants mines de coure a Chelopech i Ètropole. La maquinària està ben desenvolupada a Botevgrad (busos, components automobilístics i electrònics), Pravets (informàtica), Ètropole, Samokov, Elin Pelin, Ihtiman, Slivnitsa, Godech. El principal centre d'indústria sucrera és Svoge.

## Ciutats

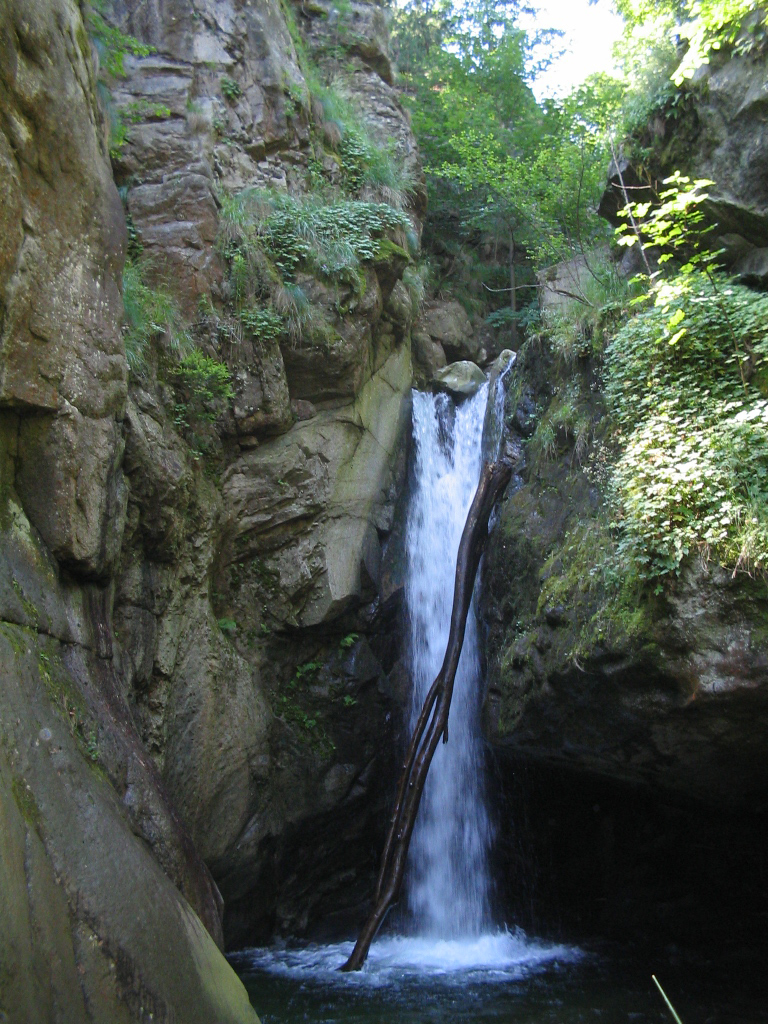
Un corrent d'aigua a Kostenets

- Botevgrad
- Bozhurishte
- Chelopech
- Dragoman
- Elin Pelin
- Ètropole
- Ihtiman
- Koprivshtitsa
- Kostenets (vila)
- Kostinbrod
- Pirdop
- Pravets
- Samokov
- Slivnitsa
- Svoge
- Zlatitsa

## Monuments i patrimoni
- Basílica d'Elenska
- Monestir d'Elèixnitsa
- Monestir d'Ètropole
- Monestir de Lozen
- Monestir de Razboixte
- Monestir dels Set Altars
- Monestir de Skravena
- Monestir de Vratxeix